# Research Papers in Economics
Research Papers in Economics (în traducere „Lucrări de cercetare în economie”, abreviat RePEc) este un proiect colaborativ care reunește sute de voluntari din mai multe țări, în efortul de a îmbunătăți diseminarea cercetării în domeniul științelor economice. Nucleul proiectului este o bază de date descentralizată cuprinzând documente de lucru, preprinturi, articole de revistă și componente software. Proiectul a debutat în 1997. Precursorul său, NetEc, datează din 1993.

## Prezentare generală
RePEc oferă linkuri către peste 4.400.000 de articole cu text integral, documente de lucru, cărți, capitole de carte și componente software. Majoritatea contribuțiilor pot fi descărcate gratuit, dar drepturile de autor rămân la autorul sau deținătorul drepturilor de autor. Este printre cele mai mari repozitorii de materiale academice pe internet din lume. Datele colectate sunt valorificate de mai multe servicii, cele mai importante fiind site-urile web IDEAS și EconPapers pentru explorarea datelor bibliografice și RePEc Author Service pentru profilurile de autori și controlul de autoritate. Mulți furnizori de bibliografii folosesc, de asemenea, toate sau o parte a datelor.
La RePEc, materialele pot fi adăugate printr-un departament sau arhivă instituțională sau, dacă nu este disponibilă nicio arhivă instituțională, prin intermediul Personal RePEc Archive din München. Instituțiile sunt binevenite să se alăture și să contribuie cu materialele lor prin stabilirea și întreținerea propriei arhive RePEc.
Edituri de top, cum ar fi Elsevier și Springer, au materialele lor economice listate în RePEc. RePEc colaborează cu baza de date EconLit a Asociației Economice Americane pentru a furniza EconLit conținut din documentele de lucru ale universităților de top sau din seria de preprinturi. Sunt înregistrate peste 4000 de reviste și peste 5600 de serii de documente de lucru, dintr-un total de peste 4,8 milioane de lucrări, majoritatea fiind online.
Informațiile din baza de date sunt folosite pentru a crea profiluri online și a clasa aproximativ 70.000 de economiști înregistrați. Acest lucru permite, de asemenea, clasarea instituțiilor și regiunilor. Există, de asemenea, multe alte clasamente, inclusiv pentru cohorte⁠(d), subdiscipline și programe universitare de studii de master și doctorale.
RePEc indexează instituțiile economice din întreaga lume prin intermediul bazei sale de date Economic Departments, Institutes and Research Centers in the World (EDIRC).
RePEc promovează reviste cu acces deschis și beneficiază, la rândul său, de acces deschis pentru propriile eforturi de analiză a citărilor.
Din 2018, RePEc a folosit clasificatorul de gen NamSor pentru a estima reprezentarea femeilor în economie. În august 2024, 18351 din 69211 economiști erau femei, reprezentând o proporție de 26,5%.